# Parastrangalis lineigeroides
Parastrangalis lineigeroides là một loài bọ cánh cứng trong họ Cerambycidae.